# 一体圧延車輪

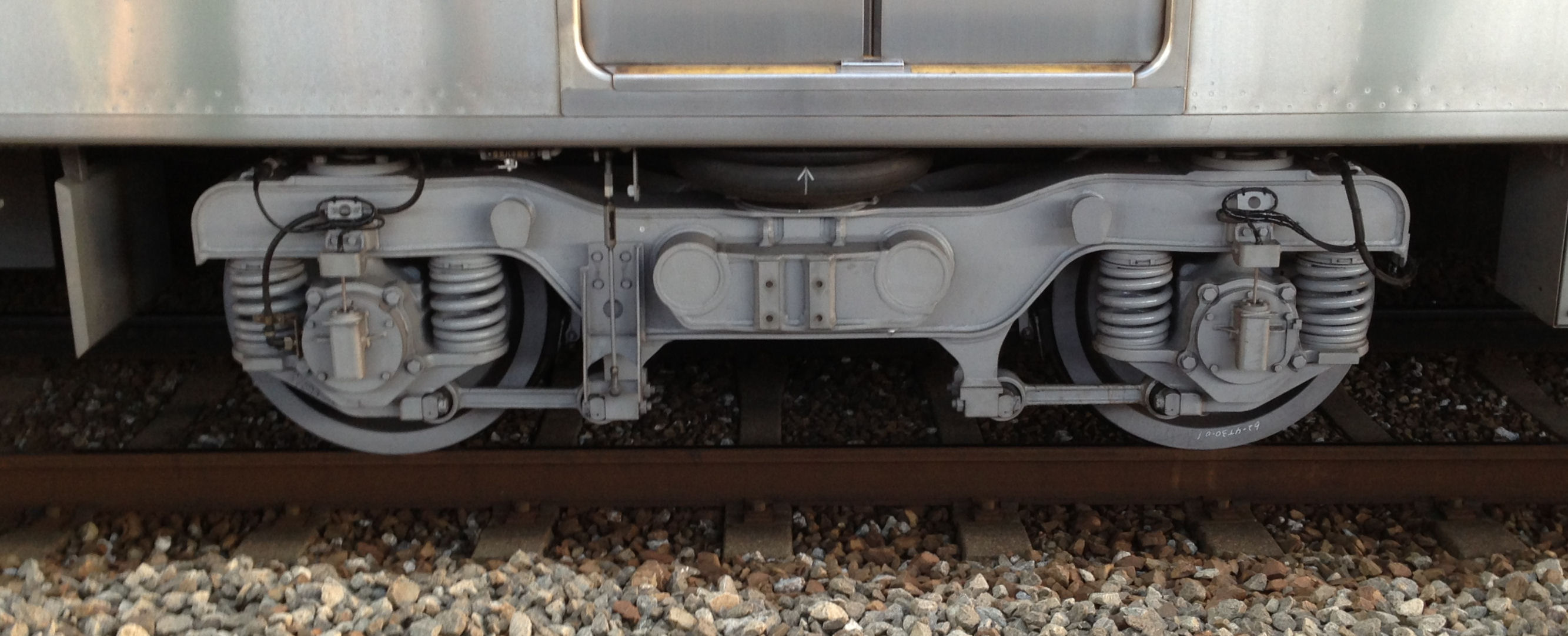
一体圧延車輪が使用されている台車

一体圧延車輪（いったいあつえんしゃりん）とは、主に鉄道車両の台車に使用される車輪のうち、輪芯とタイヤ部分が一体に作られているものをいう。

## 概要

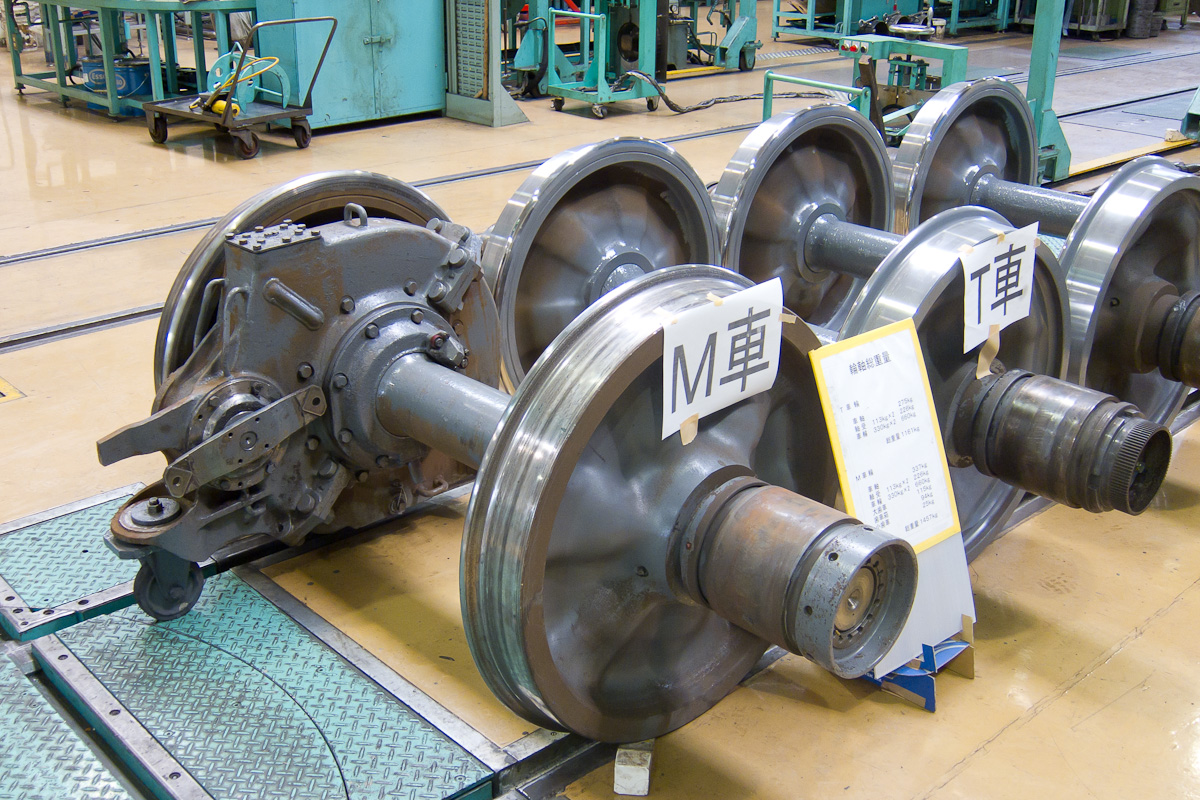
一体圧延車輪のひとつ波形圧延車輪

鉄道車両では円盤状の車輪が車軸に対して固着されて利用される。この車輪は、当該円盤の外周に位置してレールに接触される面（踏面）と、その踏面の内側に当該円盤を張り出して拡大するような形状にされレールに対するガイドとなるフランジ部と、当該円盤の中心部の位置で軸を保持するための貫通孔が設けられた部分（輪芯）とを有している。イギリスでの鉄道創業以来、輪芯と、それ以外の部分（タイヤ部分）は別体で製作した後、ボルトなどにより互いに固定して車輪として利用されていた。これは、初期には輪芯に木材を使用していたことも関係している。また、鋼材の使用が一般化して以降は、輪芯に対してタイヤ部を焼きばめして固着して作られるようになっていた。
このタイヤ部を焼きばめする方式は、コストが低廉になるというメリットがあった。長期使用やフラット発生時の旋盤による削整作業よるタイヤ部の摩耗などに際してタイヤ部のみを新品交換をすれば済むためであった。しかし、この方式には下り連続勾配区間での踏面ブレーキの連続使用による発熱で焼きばめされたタイヤ部の弛緩が発生しやすく、また長期使用でタイヤ部が薄くなると、ゆるみや割損の危険性が高まるという問題があった。
この問題に対する最良の解決策は、輪芯とタイヤ部とが一体に製造された一体構造の車輪とすることである。
そのため、古くから車輪の一体構造を実現すべく研究開発が各国で行われてきた。まず実用化されたのは、耐摩耗性を引き上げる目的でチルド処理を行った鋳鉄により輪芯とタイヤ部を一体鋳造するチルド車輪である。その後、鋳鋼の一般化に伴って一体鋳鋼車輪も一部で製作された。その後20世紀初頭までに、一体圧延車輪が欧米で開発・実用化された。
この一体圧延車輪は、輪芯とタイヤ部を圧延鋼の一片の部材から圧延して成形され、切削により整形することにより製造される。そのため、製作コストは高くなるものの、強度が高く安全性も高い。つまり、タイヤ厚を使い切ってもゆるみや割損の問題が一切発生しないというメリットがある。
日本ではコスト面のメリット故に長く焼きばめ式の車輪が使用されていた。しかし、1960年代初頭以降、新幹線に代表されるゆるみや割損の問題が深刻となる高速電気鉄道向けを皮切りに、一体圧延車輪が急速に普及した。

### 波形圧延車輪
一体圧延車輪のうち、輪芯からタイヤまでの途中の部分を波形に成形するもので、波打車輪とも呼ばれる。車輪の軽量化と強度の向上、走行音の低減などが図られており、現在国内で新製される鉄道車両の車輪の多くがこれである。

## エピソード
- 奥羽本線の福島 - 米沢間には交通の難所として知られる板谷峠があり、この区間を走行する客車がブレーキの多用で車輪が発熱し、それによりタイヤが弛緩を起こし走行不能になる事象が多発した。そのため、この区間を走行する急行用客車から優先的に一体圧延車輪への交換が進められた。
- ドイツのICEがエシェデ鉄道事故を起こした際、事故車の車輪が乗り心地改善を目的として一体圧延車輪から弾性車輪に交換されていて、その車輪のタイヤ部が何らかの事情で割損したことが事故の原因であるという説が有力である。このため、事故後ICEの全ての車両の車輪が再び一体圧延車輪に交換された。